# Мирко Стиепич
Мирко М. Стиепич (на сръбски: Мирко М. Стијепић) е сръбски политик и революционер, деец на Сръбската пропаганда в Македония.

## Биография
Стиепич става шеф на кабинета на министъра на народното образование в Белград. Включва се като четник в сръбската пропаганда в Македония. Развива широка дейност като член на Главния комитет на Сдружението на сръбските четници за краля и отечеството „Петър Мърконич“.